# Kanton Barenton
Der Kanton Barenton war von 1790 bis 2015 ein französischer Wahlkreis im Arrondissement Avranches, im Département Manche und in der Region Normandie; sein Hauptort war Barenton.
Der Kanton umfasste Wahlberechtigte aus vier Gemeinden:
| Gemeinde                  | Einwohner Jahr | Fläche km² | Bevölkerungsdichte | Code INSEE | Postleitzahl |
| ------------------------- | -------------- | ---------- | ------------------ | ---------- | ------------ |
| Barenton                  | 1214 (2013)    | –          | – Einw./km²        | 50029      | 50720        |
| Ger                       | 832 (2013)     | –          | – Einw./km²        | 50200      | 50850        |
| Saint-Cyr-du-Bailleul     | 401 (2013)     | –          | – Einw./km²        | 50462      | 50720        |
| Saint-Georges-de-Rouelley | 555 (2013)     | –          | – Einw./km²        | 50474      | 50720        |